# 8449 Масловець
8449 Масловець (8449 Maslovets) — астероїд головного поясу, відкритий 13 березня 1977 року.
Тіссеранів параметр щодо Юпітера — 3,218.